# Њу Вијена (Ајова)
Њу Вијена (енгл. New Vienna) град је у америчкој савезној држави Ајова. По попису становништва из 2010. у њему је живело 407 становника.

## Демографија
Према попису становништва из 2010. у граду је живело 407 становника, што је 7 (1,8%) становника више него 2000. године.
| Група             | 2000.       | 2010.       |
| Белци             | 399 (99,8%) | 401 (98,5%) |
| Афроамериканци    | 0 (0,0%)    | 1 (0,2%)    |
| Азијати           | 0 (0,0%)    | 3 (0,7%)    |
| Хиспаноамериканци | 1 (0,3%)    | 1 (0,2%)    |
| Укупно            | 400         | 407         |